# ONE LOVE (童子-Tの曲)
「ONE LOVE」（ワン・ラブ）は、日本のラッパー童子-Tの楽曲。清水翔太を客演として迎え、11枚目のシングルとして2007年7月18日にユニバーサルミュージックより発売された。

## 概要
- シングル「もう一度… feat.BENI」に<'08ver.>が収録されている。
- PV監督はKENJI AOYAMA。

## 収録曲
1. ONE LOVE feat.清水翔太[4:03]
作詞：童子-T・清水翔太／作曲：童子-T・清水翔太・813／編曲：813
2. バッキンザデイズ ～15の朝編～[3:20]
作詞：童子-T／作曲・編曲：D.O.I.
3. ONE LOVE feat.清水翔太 (Instrumental)[4:03]
4. バッキンザデイズ ～15の朝編～ (Instrumental)[3:20]

## 収録アルバム
- オリジナル『ONE MIC』（2007年8月29日）
- コンセプト『12 Love Stories』（2008年9月24日）
- DJ KAORI『DJ KAORI'S JMIX II』（2008年10月29日）

## タイアップ
- ONE LOVE feat.清水翔太：テレビ東京系『流派-R』エンディングテーマ